# Най-добрата оферта
„Най-добрата оферта“ (на английски: The Best Offer) е италиански криминален филм с елементи на романтична драма от 2013 година на режисьора Джузепе Торнаторе по негов собствен сценарий. Главните роли се изпълняват от Джефри Ръш, Силвия Хукс, Джим Стърджес, Доналд Съдърланд.

## Сюжет
В центъра на сюжета е възрастен оценител на произведения на изкуството, извършващ измами в оценките си, който се влюбва в своя тайнствена млада клиентка. 

## Награди и номинации
„Най-добрата оферта“ получава Европейска филмова награда за музиката на Енио Мориконе и е номиниран в 4 други категории.
Получава и Давид на Донатело в четири категории, включително за режисура и най-добър филм.